# Chromis flavapicis
Chromis flavapicis là một loài cá biển thuộc chi Chromis trong họ Cá thia. Loài này được mô tả lần đầu tiên vào năm 2001.

## Từ nguyên
Từ định danh flavapicis được ghép bởi hai âm tiết trong tiếng Latinh: flavus ("có màu vàng") và apicis ("chóp, đỉnh"), hàm ý đề cập đến màu vàng trên chóp các tia gai vây lưng của loài cá này.

## Phạm vi phân bố và môi trường sống
P. flavapicis là một loài đặc hữu của quần đảo Marquises (Polynésie thuộc Pháp), được tìm thấy và thu thập ở độ sâu khoảng 6–23 m.

## Mô tả
C. flavapicis có chiều dài cơ thể lớn nhất được ghi nhận là 10,1 cm. Cá trưởng thành có màu nâu xám sẫm như Chromis pembae. Các vây hơi sẫm đen ở gốc. Chóp gai vây lưng có màu vàng. Phần vây mềm của vây hậu môn và vây lưng có màu trắng xanh. Vây ngực trong suốt; gốc vây ngực có một đốm đen lớn. Cá con có màu vàng hoàn toàn như Chromis analis.
Số gai ở vây lưng: 13; Số tia vây ở vây lưng: 12–13; Số gai ở vây hậu môn: 2; Số tia vây ở vây hậu môn: 11; Số tia vây ở vây ngực: 18–20; Số gai ở vây bụng: 1; Số tia vây ở vây bụng: 5; Số vảy đường bên: 16–18.

## Sinh thái học
Thức ăn của P. flavapicis là những loài động vật phù du và thường sống theo từng nhóm nhỏ. Cá đực có tập tính bảo vệ và chăm sóc trứng; trứng có độ dính và bám vào nền tổ.